# Sarah Kerrigan

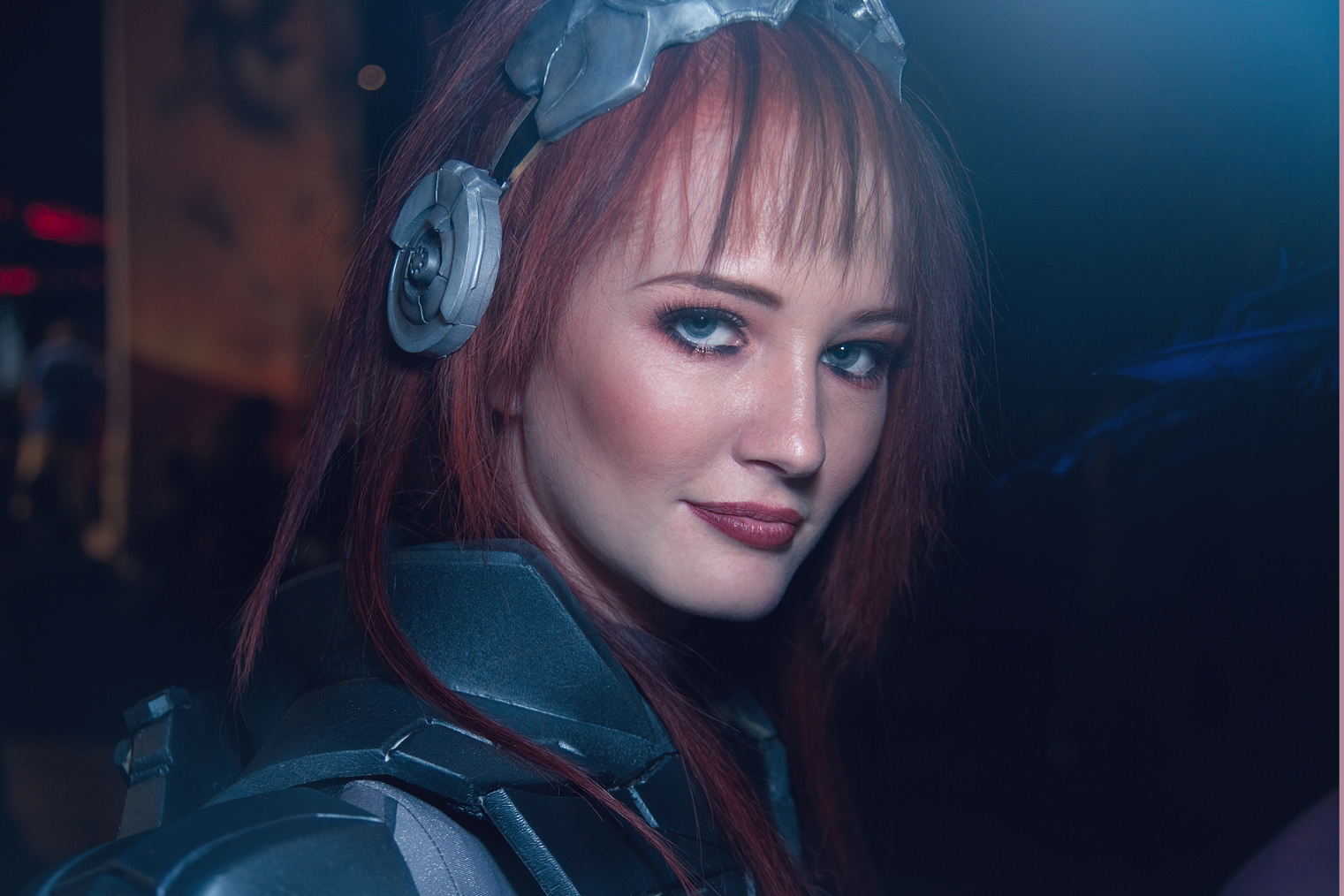
La reina de espadas de STARCRAFT II, Sarah Kerrigan.

Sarah Kerrigan, también conocida como La Reina de Espadas (Reina de Cuchillas en Hispanoamérica), es el personaje principal y la mayor villana en el universo de StarCraft. Al principio de la saga es una mujer psíquica de 26 años al servicio de un escuadrón de elite de asalto y operaciones encubiertas de la Confederación Terran. Más tarde se une a los Hijos de Korhal, el grupo rebelde liderado por Arcturus Mengsk, quien la abandona a su suerte para morir a manos de los zerg lo que es de mucha importancia debido a que gracias a este acontecimiento marca el inicio de una era. Después pasa a ser infectada por la Supermente y es proclamada reina de los Zerg. Su voz en la versión inglesa de StarCraft y StarCraft: Brood War la hace Glynnis Talken Campbell, y en StarCraft II la hace Tricia Helfer.

## Comienzo
Sarah Kerrigan nació con un "don psíquico", es decir, tenía la habilidad de usar telepatía y telequinesis. Los Terran que nacen con dichas habilidades eran reclutados por la Confederación desde temprana edad para comenzar su entrenamiento en el programa Ghost (fantasma). Los Fantasmas usualmente tienen el rango de especialistas y trabajan en operaciones encubiertas.
La joven Sarah Kerrigan aprobó con honores todas las psi-evaluaciones aunque solo contaba con ocho años de edad. No obstante, Sarah había sufrido un serio trauma que la marcaría durante todo el programa Ghost. Debido a su capacidad psíquica y por accidente, la pequeña Kerrigan mató a su madre y dejó a su padre con daño cerebral. Fue ese el motivo por el que fue reclutada por la Confederación para su programa de entrenamiento para Fantasmas.
Uno de sus entrenadores en la instalación fue el Teniente Rumm, quien trató de quebrantar su sentido del bien y el mal con el fin de obligarla a usar sus poderes psiónicos. Los superiores de Rumm querían pruebas irrefutables de que ella era una psíquica.
Sarah se negó repetidas veces a usar su poder, ya que no quería creer lo que le había hecho a sus padres. Rumm intentó manipular a Kerrigan de diversas formas, todas sin éxito. Sus intentos iban desde amenazar de muerte a un pequeño gato hasta sacrificar al padre de la niña.
Finalmente, Rumm no tuvo más opción que usar un "neuro-ajustador" el cual disminuyera sus poderes y la hiciera un fiel sirviente para la Confederación. (Referencia del Libro Uprising)

## Misiones Secretas
Una vez completado su entrenamiento, Kerrigan asesinó a incontables enemigos de la Confederación, incluyendo a Angus Mengsk, padre de Arcturus Mengsk
Kerrigan llegó después a ser parte del experimento de Vyctor 5, en el cual se experimentaba con los Zerg que habían sido descubiertos recientemente. Fue ahí donde descubrió que los Zerg respondían de forma natural a sus órdenes telepáticas. Estos experimentos fueron los que llevaron a la creación de los Psi-Emisores que la confederación utilizó para manipular a los Zerg. Kerrigan permaneció ahí hasta que fue rescatada por los Hijos de Korhal, quienes retiraron quirúrgicamente su neuro-ajustador.
Fue así como Kerrigan pasó a ser la mano derecha de Arcturus Mengsk. (Referencia del libro Uprising)

## Los Hijos de Korhal
Como parte de los Hijos de Korhal, se involucró en un ataque casi suicida contra la Academia de Fantasmas en Tarsonis. Allí encontró a su odiado Teniente Rumm, y lo asesinó. (Referencia del libro Uprising)
Después de que los Hijos de Korhal se aliaran con Raynor, la organización de Mengsk se colocó a la cabeza de las revueltas contra la Confederación. Junto a Raynor y el General Duke, Kerrigan participó en una serie de ataques y motines contra la Confederación. 
Kerrigan nunca estuvo de acuerdo con Mengsk en utilizar los Psi-Emisores contra la Confederación. Sin embargo, nunca quiso desobedecer a quien la había salvado de su esclavitud.

## La Traición
Cuando la confederación estaba al borde de la destrucción, la flota Protoss comandada por Tassadar llegó a Tarsonis para destruir a los Zerg que los Psi-Emisores habían atraído. Mengsk no quería que la Confederación se salvara de la destrucción debido a los Protoss, por lo cual envió a Kerrigan a luchar contra ellos pero obligándola a no dañar a los Zerg, que también estaban en el campo de batalla. Raynor intentó convencerla de que era una misión suicida pero Kerrigan confiaba plenamente en que Mengsk la rescataría cuando la situación lo requiriera.
La batalla se libró en la plataforma espacial de Nueva Gettysburg; y aunque Kerrigan y sus tropas lograron derrotar a los Protoss, no pudieron controlar a las hordas de Zerg que le habían ordenado no matar. Mengsk recibió el llamado de ayuda de Kerrigan, pero este se negó a enviar una flota de rescate. Kerrigan se perdió entre los numerosos Zerg que sobrepasaron sus defensas.

## Renacimiento
La Supermente Zerg sintió el gran poder que poseía Kerrigan y su natural enlace con los Zerg. Fue así como decidió capturarla, infectarla y convertirla en su más poderoso agente del enjambre.
La Supermente que se había apoderado de la Piedra Argus, un poderoso artefacto de los Xel'Naga, utilizó su poder para transformar a Kerrigan en un perfecto híbrido Zerg/Terran. (Referencia de la expansión Retribución)
Mientras la transformación de Kerrigan se completaba, esta residió en una crisálida, la cual fue protegida encarecidamente por orden de la Supermente. Aun estando dentro de la crisálida, Sarah seguía consciente e intentaba comunicarse psíquicamente con Mengsk y Raynor. Ambos respondieron a la llamada y enviaron misiones de rescate a Char. Sin embargo, cuando finalmente Kerrigan salió de la crisálida, su personalidad había cambiado completamente. Ahora estaba conforme con ser un Zerg y estaba dispuesta por completo, "según ella", a obedecer a la Supermente, a quien ahora se refería como su "padre".
A diferencia del resto de las entidades del enjambre, Kerrigan tenía voluntad propia, lo cual la llevó a enfrentarse en discusiones con el Cerebrado Zasz, el cual creía que actuaba para sí misma y no para el enjambre.
La flota de Tassadar, que ahora se había aliado con los Templarios Tétricos, había viajado a Char para matar a los Cerebrados de la Supermente. Kerrigan estaba muy interesada en combatir contra Tassadar y probar a sí misma que era más poderosa que los mismísimos Protoss. Aunque Tassadar aceptó combatir con ella, este la engañó enviando una alucinación al desafío.
Mientras la Supermente llevaba a la mayoría del enjambre hacia Aiur, Kerrigan se quedó en Char buscando a Tassadar, al cual nunca pudo encontrar. Cuando Kerrigan se enteró de que la Supermente había sido destruida, esta supo que la hora de su "Ascensión" había llegado.

## Brood War
En Brood War, Kerrigan ya llega a tomar un papel central en la historia de los Zerg, llena de ambición y rencor. Su objetivo es tomar control sobre la totalidad de las crías Zerg, que la Supermente dejó huérfanas con su muerte. Solo así podría alcanzar su tan profetizada Ascensión y convertirse en la auténtica Reina de Espadas. En esta ocasión es ayudada por el Terran Samir Duran, quien resultó estar infectado por los Zerg.
Mientras los Protoss luchaban en Shakuras por erradicar a los Zerg, Kerrigan llegó hasta ellos para advertirles que en Char se estaba gestando la nueva Supermente. Según Kerrigan, ella no tenía malas intenciones y era la fallecida Supermente la que la hacía cometer atrocidades. Por petición de la matriarca Raszagal, los Protoss aceptaron aliarse con ella mientras conseguían los cristales gemelos que permitirían activar el templo Xel'Naga.
Kerrigan ayudó a los Protoss hasta el día en que Aldaris descubrió que ella estaba manipulando psíquicamente a la matriarca. Con el fin de evitar que Aldaris contara lo que sabía a Zeratul, la misma Kerrigan lo asesinó a sangre fría, razón por la cual Zeratul la expulsó de Shakuras.
Siguiendo con su plan, Kerrigan contactó a Fénix y Raynor para convencerlos de que el DUT (que ahora controlaba a los Zerg) quería esclavizar a todos los habitantes del sector y que debía ser destruido. A pesar de que Fénix le advirtió que Kerrigan se traía algo entre manos, Raynor seguía creyendo que aún había esperanza para que ella volviera a ser la de antes.
Su otro aliado fue Mengsk, quien había perdido su Imperio frente al DUT. Este no dudó en ofrecer su ayuda a Kerrigan a cambio de recuperar su próspero Dominio. Kerrigan utilizó los Psi-Emisores de Mengsk para reunir pequeños ejércitos Zerg y destruir el Disrruptor Psiónico del DUT que le impedía tomar control sobre los enjambres.
Kerrigan cumplió con su palabra derrotando al DUT en Korhal, y le entregó el planeta a Mengsk. Sin embargo, tras la victoria los traicionó diezmando las tropas de Raynor y Mengsk. En esta batalla resultaron muertos el general Duke y Fénix. Raynor se sintió especialmente dolido por la muerte de su amigo Fénix y le juró a Kerrigan que sería él quien la mataría algún día.
Tras deshacerse de sus aliados, Kerrigan secuestró a Raszagal en Shakuras y atrajo a Zeratul hasta ella. Kerrigan le ofreció devolverle a la matriarca a cambio de que los templarios tétricos mataran a la nueva Supermente que vivía esclava de DUT en Char. Zeratul aceptó, y mató a la Supermente, pero cuando Kerrigan le entregó a la matriarca descubrió que esta había sido corrompida por Kerrigan. La flota Protoss intentó huir con la matriarca infectada, pero los Zerg los alcanzaron y Zeratul no tuvo más opción que asesinar a Raszagal.

## Ascensión
Con la nueva Supermente destruida, Kerrigan ya tenía control sobre la totalidad de los Zerg en el sector. Su tan esperada Ascensión había llegado. Sin embargo le faltaba librar una última batalla contra lo que quedaba de sus enemigos. El resto de la flota del DUT, una fuerza de ataque de Mengsk y la flota de Artanis, dirigieron sus tropas hacia la plataforma espacial que orbitaba Char. Juntos desafiaron a Kerrigan a una última batalla.
A pesar de las pocas crías que tenía en la plataforma y considerando que Duran había desaparecido, Kerrigan salió victoriosa de la batalla, arrasando por completo a los tres bandos. Fue así como Kerrigan auto proclamó que su Ascensión estaba completa.
Durante el final de Brood War Kerrigan se sentía incómoda ya que presentía que un gran peligro estaba cerca.
Kerrigan se mantuvo en el planeta Char, para evolucionar a su especie preparándose para los peligros que se acercaban.